# Bernadette Hengst
Pour les articles homonymes, voir Hengst (homonymie).
Bernadette Hengst ou son nom de scène Bernadette La Hengst (née en 1967 à Bad Salzuflen) est une chanteuse et musicienne allemande de pop. Elle fut notamment chanteuse et guitariste du groupe de Hambourg Die Braut haut ins Auge.

## Biographie
Comme beaucoup de musiciens de la dite Hamburger Schule, Bernadette La Hengst vient de Bad Salzuflen et s'installe à Berlin en 1987 pour être actrice. En 1988, elle se rend à Hambourg, où elle fonde le groupe Die Braut haut ins Auge en 1990 avec Peta Devlin (basse), Barbara Haß (guitare), Katja Böhm (batterie) et Karen Dennig (orgue). Elle travaille également avec d'autres musiciens de Hambourg comme Huah!, Rocko Schamoni et les Mobylettes.
Après la dissolution de Die Braut haut ins Auge en 2000, Bernadette La Hengst entame une carrière solo. En 2002, elle publie son premier album solo Der beste Augenblick in deinem Leben. En 2003, elle est co-organisatrice du Ladyfest à Hambourg et reçoit le prix d'artiste du Land de Rhénanie-du-Nord-Westphalie. En 2004, elle s'engage dans le projet de coaching pour groupes de filles, Sistars, en juin 2004, avec sa fille Ella Mae, puis s’installe à Berlin huit semaines plus tard. En 2005, elle participe à l'album du collectif Schwabinggrad Ballett. Sur son deuxième album solo, La beat, paru en octobre 2005, elle combine ses paroles politiques, féministes et personnelles avec des rythmes électroniques et des techniques d'échantillonnage.
En 2010, elle, Oliver M. Guz et Knarf Rellöm forment Die Zukunft et sortent un disque Sisters & Brothers. En 2012, l'album Integrier mich, Baby est issu d'une collaboration en 2011 avec le Théâtre Thalia de Hambourg auprès de personnes qui apprennent la citoyenneté allemande ; elle s'intéresse à des groupes sociaux marginaux, en particulier pour la façon dont la société les traite. Il y a aussi un projet théâtral avec des sans-abri à Fribourg-en-Brisgau. L'album se fait en collaboration avec Rocko Schamoni, GUZ, Die Aeronauten et Peta Devlin.
En juin 2014, elle fait une apparition dans l'album Alles leuchtet de Fiva où elle chante le refrain de Wir kleben daran.

## Discographie

### Solo
- 2002 : Der beste Augenblick in deinem Leben ist gerade eben jetzt gewesen (Trikont)
- 2005 : La Beat (Trikont)
- 2008 : Machinette (Trikont/Ritchie Records), avec : Hans-Joachim Irmler de Faust comme coproducteur, Knarf Rellöm d'Aeronauten, Pastor Leumund, Tim Isfort Orchester, Nufa, Ton Matton[1]
- 2012 : Integrier mich, Baby (Trikont / Ritchie Records)
- 2015 : Save the World With This Melody (Trikont)

### Die Zukunft
- 2010 : Sisters & Brothers (Trikont / Ritchie Records)

### Schwabinggrad Ballett
- 2005: Schwabinggrad Ballett (Staubgold)

### Die Braut haut ins Auge
- 1994 :  Die Braut Haut Ins Auge
- 1995 : Was Nehme Ich Mit
- 1998 : Pop Ist Tot
- 2000 : +1 Auf Der Gästeliste

## Source de la traduction
- (de) Cet article est partiellement ou en totalité issu de l’article de Wikipédia en allemand intitulé « Bernadette La Hengst » (voir la liste des auteurs).